# Hertha BSC
Vous pouvez aider à l'améliorer ou bien discuter des problèmes sur sa page de discussion.
- Il ne cite pas suffisamment ses sources. Vous pouvez indiquer les passages à sourcer avec {{référence nécessaire}} ou {{Référence souhaitée}}, et inclure les références utiles en les liant aux notes de bas de page. (Marqué depuis février 2017)
- Il n’est pas rédigé dans un style encyclopédique. (Marqué depuis août 2018)
- La traduction doit être revue. Le contenu est difficilement compréhensible à cause d’erreurs de traduction, peut-être dues à l’utilisation d’un logiciel de traduction automatique. (Marqué depuis août 2018)

- Archive Wikiwix
- Bing
- Cairn
- DuckDuckGo
- E. Universalis
- Gallica
- Google
- G. Books
- G. News
- G. Scholar
- Persée
- Qwant
- (zh) Baidu
- (ru) Yandex
- (wd) trouver des œuvres sur Wikidata

Maillots
Actualités
Le Hertha BSC  (Hertha Berliner Sport-Club e.V.), également appelé Hertha Berlin en français, est un club de football allemand fondé le 25 juillet 1892 et basé à Berlin. Le club évolue au Stade olympique de Berlin et joue en 2. Bundesliga.

## Histoire

### Premières années
Le club fut fondé le 25 juin 1892 sous le nom de BFeC Hertha 92, à partir d'un bateau à vapeur avec une cheminée bleue et blanche : un des quatre hommes qui fonda le club fit en effet une excursion d'une journée sur un navire du nom de Hertha avec son père. Le nom Hertha est une variation de Nerthus, déesse de la fertilité dans la mythologie germanique.

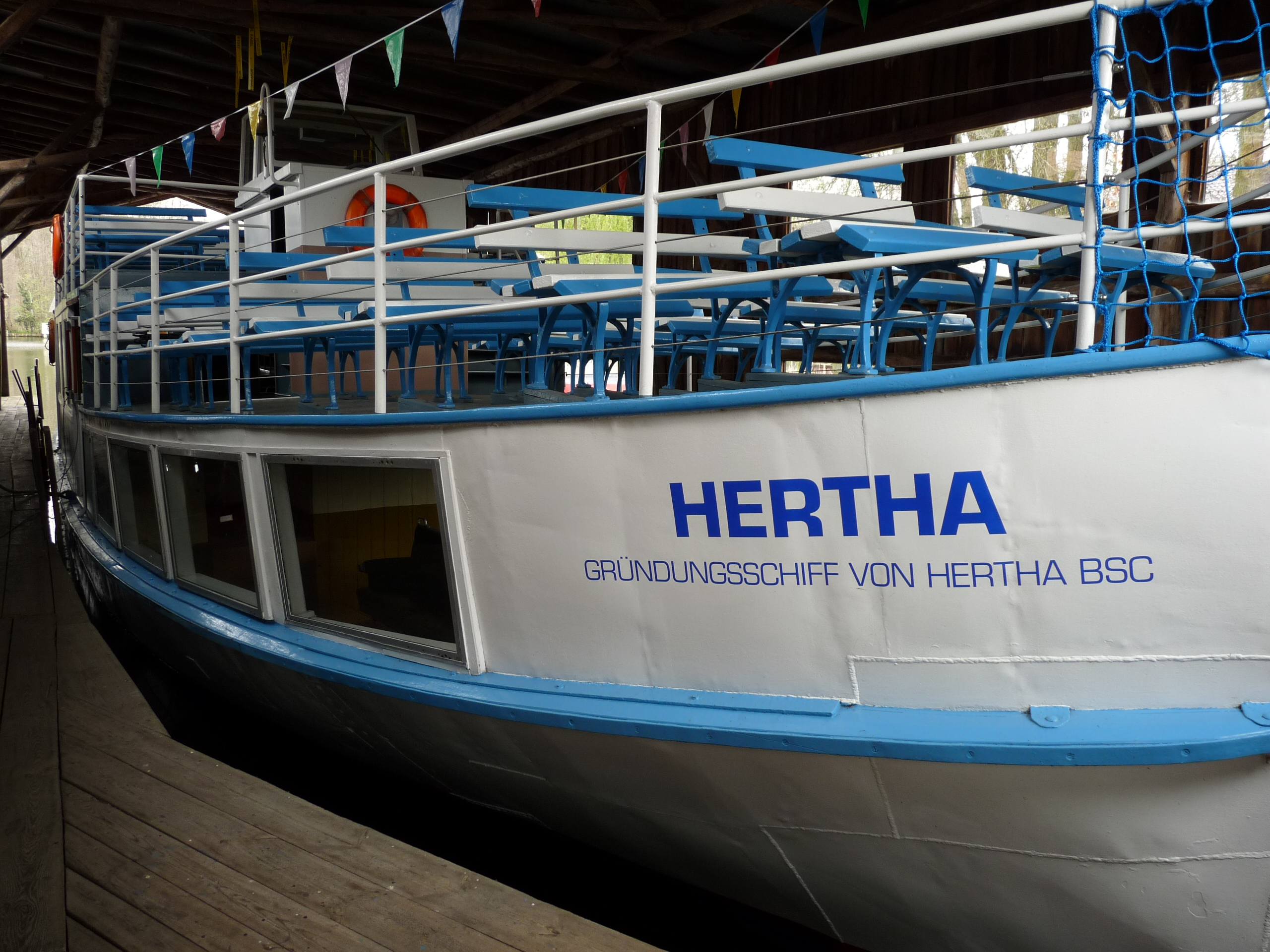
Le bateau qui donna le nom du club.

Lors de la saison 1905-1906, le BFC Hertha 92 remporte le premier championnat de Berlin. En mai 1910, le Hertha remporta un match amical contre l'équipe anglaise de Southend United, une des plus grandes formations de cette époque où l'Angleterre dominait le football européen. Cependant, leur succès sur le terrain ne dissimulait pas les graves difficultés financières du club. En 1920 le Hertha fusionna donc avec le Berliner Sport-Club pour former le Hertha Berliner Sport-Club. La nouvelle équipe continua à connaître un succès considérable en Oberliga Berlin-Brandebourg. Le club atteint même la finale du championnat allemand six saisons consécutives de 1926 à 1931, mais ne put seulement gagner le titre qu'en 1930 et 1931. Le Hertha demeure néanmoins le deuxième club allemand le plus titré pendant la période de l'entre-deux-guerres.

### Période du Troisième Reich
Le football allemand fut réorganisé sous le Troisième Reich à partir de 1933, le Hertha évoluant cette fois en Gauliga Berlin-Brandenbourg. Le club continua à avoir du succès dans son championnat, finissant régulièrement en première partie de tableau et gagnant le titre en 1935, 1937 et 1944. Politiquement, le club fut largement privilégié sous le régime d'Adolf Hitler. Hans Pfeifer, un membre du parti nazi en était alors le président.

### Après-Guerre
Après la Seconde Guerre mondiale, les autorités alliées interdirent la plupart des associations en Allemagne, y compris les clubs de football et de sport en général. Le Hertha fut refondé à la fin de l'année 1945 en tant que SG Gesundbrunnen et reprit le jeu en Oberliga Berlin (Groupe C). Des 36 équipes de la première saison de l'après-guerre en Oberliga Berlin, il n'en restait plus qu'une douzaine l'année suivante. Le club se retrouva alors en Amateurliga Berlin. À la fin de l'année 1949, le club fut renommé Hertha BSC.
Les tensions entre les Alliés occidentaux et les Soviétiques qui occupaient alors divers secteurs de la ville, dans le cadre des premiers développements de la guerre froide, conduisirent à des conditions chaotiques pour l'exercice du football dans la capitale. Le Hertha fut interdit de jouer contre les équipes d'Allemagne de l'Est lors de la saison 1949-50 après avoir recruté plusieurs joueurs et un entraîneur qui avait fui le club du SG Dresde-Friedrichstadt pour Berlin-Ouest.
Au cours des années 1950, une rivalité intense s'est développée avec le Tennis Borussia Berlin. Une proposition de fusion entre les deux clubs en 1958 fut ainsi fermement rejetée, avec seulement trois des 266 membres du club votant en faveur de cette fusion. En étant un des principaux clubs berlinois, le Hertha avait des fans dans l'ensemble de Berlin. Néanmoins, à la suite de la division de la ville, les supporters originaires de Berlin-Est avait beaucoup de mal à suivre les résultats du club. Au cours d'un reportage de la RBB, Helmut Klopfleisch, un supporter de longue date, décrit ses difficultés en tant que supporter du Hertha à Berlin-Est. Ce dernier vint du district de Pankow et assista à son premier match à domicile alors qu'il était adolescent en 1954. Il devint instantanément un fervent supporter du club et continua à assister aux matchs à domicile au stade, mais avec la construction du mur de Berlin en 1961, cela devint vite impossible. Malgré cela, il n'abandonna pas. À cette époque, le Hertha jouait au Stadion am Gesundbrunnen, surnommé "Die Plumpe". Comme le stade était situé assez près du mur de Berlin, il pouvait entendre le match depuis l'autre côté du mur. Ainsi, Klopfleisch et d'autres supporters se rassemblaient régulièrement derrière le mur pour suivre les matchs à domicile. Lorsque la foule dans le stade acclamait, Klopfleisch et les autres applaudissaient aussi. Klopfleisch fut par la suite soupçonné par la police secrète de l'Est, la Stasi. Il fut arrêté et interrogé à de nombreuses reprises. On lui confisqua son passeport et il perdit finalement son emploi d'électricien.

### Entrée en Bundesliga
Au moment de la fondation de la Bundesliga en 1963, le Hertha, en tant que champion en titre de Berlin, fut logiquement membre de la première édition du nouveau championnat allemand. Néanmoins, l'équipe fut rétrogradée après la saison 1964-65 à la suite de tentatives de corruption des joueurs . Cela déclencha une crise interne à la Bundesliga qui, pour des raisons politiques, souhaitait continuer à avoir en première division une équipe représentant la capitale créée avant le Mur. À la suite de diverses démarches, un autre club, le SC Tasmania 1900 Berlin, fut finalement promu et livra la plus mauvaise performance jamais enregistrée dans l'histoire de la Bundesliga. Le Hertha réussit à remonter en première division allemande en 1968-69 et s'imposa rapidement comme le club préféré des Berlinois.
Le Hertha fut néanmoins fortement ébranlé par sa participation à des matchs truqués avec d'autres clubs de Bundesliga. Une enquête plus approfondie sur le club révéla également qu'il avait des dettes s'élevant à environ 6 Millions de Deutsche Mark. La catastrophe financière fut évitée grâce à la vente de l'ancien terrain d'attache de l'équipe.
En dépit de cela, l'équipe connut plusieurs succès sportifs dans les années 1970 avec une deuxième place de Bundesliga derrière le Borussia Mönchengladbach en 1974-75, une demi-finale de Coupe de l'UEFA en 1978-79 , et deux finale de Coupe d'Allemagne en 1977 et 1979. La saison suivante fut toutefois catastrophique : le Hertha fut relégué en 2. Bundesliga où il allait passer treize des dix-sept prochaines saisons.
Un nouveau projet de fusion arriva alors sur la table en 1982, toujours avec le Tennis Borussia Berlin, mais également le SpVgg Blau-Weiß 1890 Berlin et le SCC Berlin pour former le « FC Utopia », mais cela ne s'est jamais concrétisé. Le Hertha descendit même en troisième division de l'Amateur Oberliga Berlin, où il passa deux saisons (1986-87 et 1987-88). Deux courts passages en Bundesliga (en 1982-83 et 1990-91) furent suivis de deux relégations immédiates à la suite des mauvaises performances du club. L'équipe amateur connut une plus grande réussite, en avançant jusqu'à la finale de la coupe d'Allemagne en 1993, où elle perdit 0-1 face au grand Bayer Leverkusen.
Après la chute du mur de Berlin, le Hertha gagna en popularité à Berlin-Est. Deux jours après la chute du mur, 11 000 Berlinois de l'Est assistaient au match du Hertha contre le SG Wattenscheid. Une amitié avec le grand club de Berlin-Est, l'Union Berlin, commença à se développer dans le même temps. Un match amical entre les deux équipes attira plus de 50 000 spectateurs.
Les problèmes financiers pesait une fois de plus sur l'avenir du club qui souffrait d'une dette de près de 10 millions de Deutsche Mark en 1994. La crise fut de nouveau résolue par la vente de propriétés immobilières en plus de la signature d'un nouveau contrat de sponsoring. En 1997, le Hertha retrouva enfin la Bundesliga de façon régulière, mettant ainsi fin à une absence de six ans d'un club de Berlin en Bundesliga. La Bundesliga, était même le seul championnat d'Europe qui ne comportait aucun club de la capitale du pays ou de sa plus grande ville.

### Histoire récente

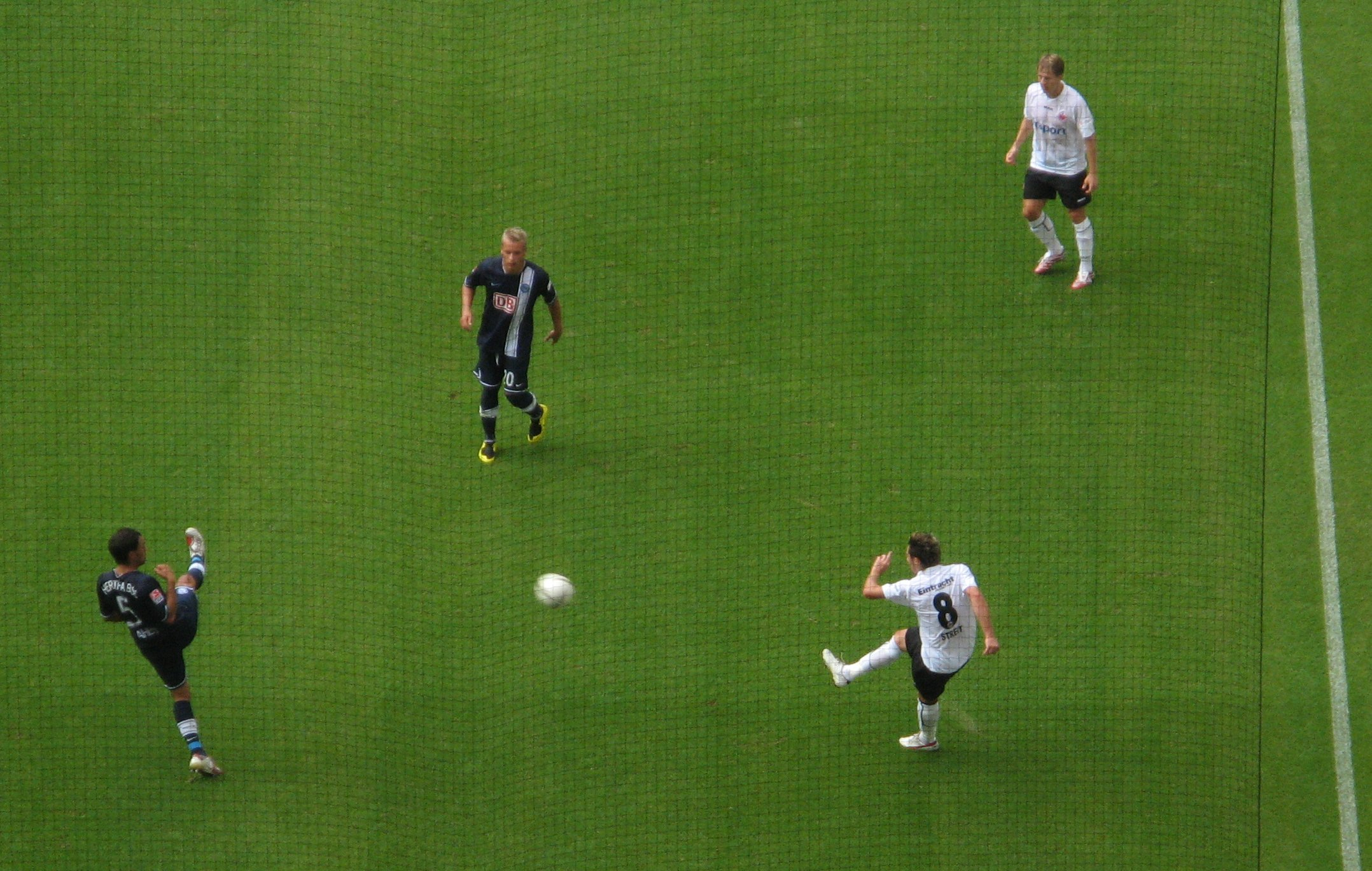

Plus récemment, le club fit une série remarquée d'apparitions dans les compétitions internationales comme la Coupe de l'UEFA et la Ligue des champions à partir de la saison 1999. Ce nouveau statut attira des joueurs renommés tels  Sebastian Deisler ou l'international brésilien Marcelinho, nommé meilleur joueur de Bundesliga en 2005. Le Hertha investit également massivement dans son centre de formation, qui forma plusieurs jeunes pépites de la Bundesliga, comme Jérôme Boateng, futur défenseur central de l'équipe d'Allemagne championne du monde en 2014.

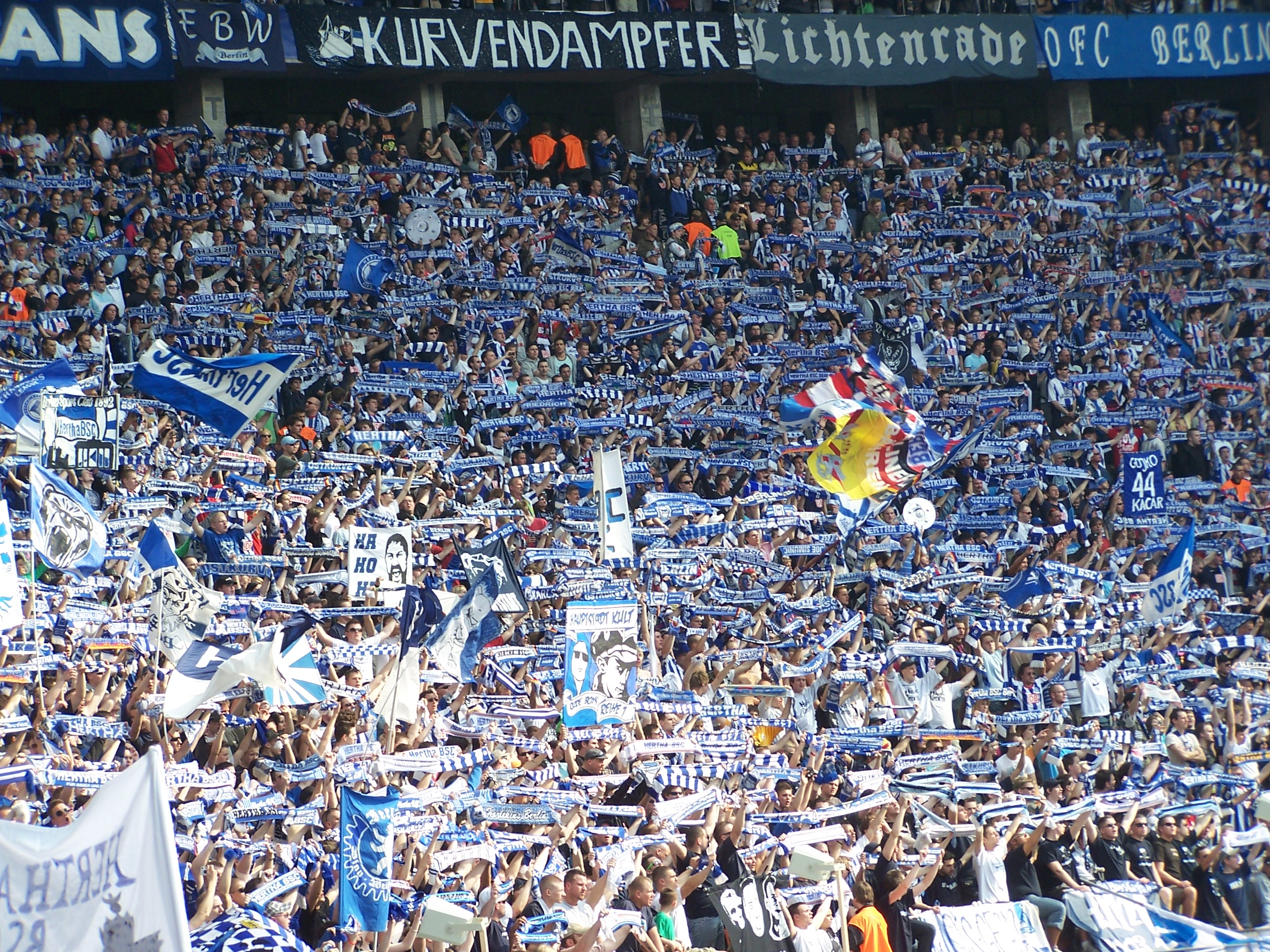
La Ostkurve à l'Olympiastadion.

L'équipe frôla la relégation lors de la saison 2003-04, mais a su rebondir pour finir quatrième la saison suivante. Le Hertha manqua cependant la Ligue des Champions de peu après qu'ils ont été tenus en échec lors de la dernière journée par le Hanovre 96, ce qui a permis au Werder Brême de les dépasser (en guise de remerciement, le Werder envoya des bouteilles de champagne à l'équipe de Hanovre). En 2005-06, les Herthaner terminèrent à la sixième position, puis se qualifièrent pour la Coupe UEFA après avoir battu le FK Moscou en Coupe Intertoto. Le Hertha y fut toutefois éliminé au premier tour par les Danois du Odense BK. En 2006-2007, le club termina dixième. L'entraîneur du club, Falko Götz, avait été licencié le 11 avril. Le Hertha débuta donc la saison 2007-08 avec un nouveau manager, Lucien Favre, qui avait remporté le championnat de suisse en 2006 et 2007 avec Zurich. Le Hertha termina à nouveau dixième, mais acquis une place au premier tour de qualification de la Coupe UEFA grâce à l'UEFA Respect Fair Play. Après une campagne réussie en 2008-09, le club terminant à la quatrième place et restant dans la course au titre de la deuxième à la dernière journée, le Hertha connut une très mauvaise saison en 2009-2010, finissant dernier de Bundesliga et donc relégué. Après avoir passé la saison 2010-11 en 2. Bundesliga, le Hertha obtint son retour en Bundesliga en gagnant 1-0 face au MSV Duisbourg, à trois matches de la fin de la saison. La saison suivante, le Hertha termina cependant 16e de la Bundesliga 2011-12 et perdit lors des barrages de relégation face au Fortuna Düsseldorf et dû redescendre en 2. Bundesliga. En 2012-13, le Hertha fut sacré champion de 2. Bundesliga et remonta pour la deuxième fois en trois saisons. Lors du match d'ouverture de la saison 2013-14, le club battit l'Eintracht Francfort 6-1 à l'Olympiastadion. Au milieu de la saison 2015-16 de Bundesliga, le Hertha se trouvait en troisième position, sa position la plus élevée à la trêve hivernale depuis 2008-09. Le club finit finalement à la septième place, ce qui assurait au club de jouer les barrages de la Ligue Europa pour la saison 2016-17. Le Hertha perdit ce barrage 3-2 (cumulé) face à Brøndby, gagnant la première manche 1-0 à Berlin, mais perdant la deuxième rencontre 3-1, avec Teemu Pukki marquant un coup du chapeau pour les danois. Au cours de la saison 2016-17 de Bundesliga, le Hertha connut son meilleur début de saison en Bundesliga en termes de points remportés, ne perdant qu'un seul de ses huit premiers matches (contre le Bayern Munich) et arrachant le match nul contre le Borussia Dortmund. Lors de la trêve hivernale, le Hertha se retrouvait à la troisième place avec neuf victoires, trois nuls et quatre défaites.

### Après le rachat
Milieu 2019, Lars Windhorst investit dans le Hertha Berlin et acquiert 50 % du club. 110 M€ sont alors dépensés pour recruter des joueurs comme Lucas Tousart, Krzysztof Piątek, ou Matheus Cunha. Ante Čović est nommé entraineur. Mais les résultats ne suivent pas, et il est remplacé en novembre par l'ancien sélectionneur Jürgen Klinsmann qui démissionne en février. Bruno Labbadia termine la saison, et le club finit 11e de Bundesliga.
Poursuivant sur sa lancée en 2020-2021, 27 M€ sont investis pour recruter Jhon Córdoba, Alexander Schwolow, sans compter les prêts de Mattéo Guendouzi et Nemanja Radonjić. Sami Khedira arrive également libre de la Juventus Turin. À nouveau, les résultats ne sont pas à la hauteur des investissements, et Bruno Labbadia est limogé fin 2020. Pál Dárdai est rappelé et obtient de justesse le maintien avec la 14e place.
Pour la saison 2021-2022, 25 M€ sont investis dans de jeunes joueurs, comme Suat Serdar ou Myziane Maolida. Matheus Cunha et Jhon Córdoba sont vendus, permettant au club d'engranger 55 M€ de bénéfices. Les débuts sont toutefois catastrophiques : le Hertha est dernier après trois défaites fin août. Le reste de la saison est tout aussi difficile, mais avec Félix Magath nommé entraîneur en fin de saison, le club parvient à se sauver lors d'un aller-retour en barrages face au Hambourg SV.
Début 2023, Lars Windhorst revend l'intégralité de ses parts au fonds d'investissement 777 Partners.

## Emblèmes de l'équipe

### Nom
Le club fut créé en 1892 sous le nom de Berliner Fußball Club Hertha 1892, couramment abrégé BFC Hertha 92. Depuis la fusion avec le Berliner Sport-Club en 1923, le club se nomma Hertha BSC jusqu'à aujourd'hui, exception faite entre 1945 et 1949, après que les Alliés ont supprimé toutes les associations sportives. Le club joua alors sous le nom de SG Gesundbrunnen.
| Date            | Évènement                                                                    |
| --------------- | ---------------------------------------------------------------------------- |
| 25 juillet 1892 | Fondation du Berliner Fußball Club Hertha 1892                               |
| 7 août 1923     | Fusion avec le Berliner Sport-Club sous le nouveau nom de Hertha BSC         |
| 1930            | Séparation avec le Berliner SC mais le nom ne change pas                     |
| 1945            | Dissolution sous l'occupation alliée et joua sous le nom de SG Gesundbrunnen |
| 1er août 1949   | Le club peut rejouer sous le nom de Hertha BSC                               |

### Blason
Le club change de logo à plusieurs reprises au cours de son histoire. En 2012, pour le 120e anniversaire du club, le logo est changé en « Fahne pur » (en français : « Drapeau Pur »), supprimant le cercle autour du drapeau à la demande des membres du club et des fans. Ce changement est effectué pour épurer le design du logo, d'où son nom.

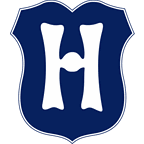
1892-1923
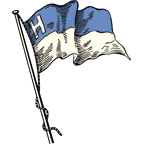
1933-1948
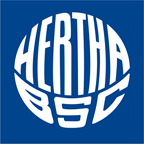
1960-1968
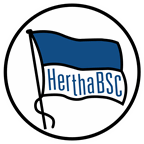
1968-1974
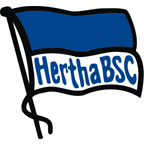
1987-1999
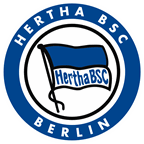
1999-2012
depuis 2012

### Couleurs
L'équipe du Hertha Berlin joue en bleu et blanc (les 2 couleurs du club).

## Palmarès
| Compétitions nationales | Compétitions régionales |
| - Championnat d'Allemagne (2) : - Champion : 1930 et 1931 - Vice-champion : 1926, 1927, 1928, 1929 et 1975 - Coupe d'Allemagne : - Finaliste : 1977, 1979 et 1993 - Coupe de la Ligue d'Allemagne (2) : - Vainqueur : 2001 et 2002 - Finaliste : 2000 - Championnat d'Allemagne de deuxième division (3) : - Champion : 1990, 2011 et 2013 - Vice-champion : 1982 | - Oberliga Berlin (3) : - Vainqueur : 1957, 1961, 1963 - Stadtliga Berlin (12) : - Vainqueur : 1906, 1915, 1917, 1918, 1925, 1926, 1927, 1928, 1929, 1930, 1931, 1933 - Gauliga Berlin-Brandenbourg (3) : - Vainqueur : 1935, 1937, 1944 |

## Joueurs et personnalités du club

### Entraîneurs
Liste des entraîneurs du Hertha Berlin depuis 1963,
- Josef Schneider : 1963-mars 1965
- Gerhard Schulte : mars 1965-1966
- Helmut Kronsbein : 1966-mars 1974
- Hans Eder (1) : mars 1974-1974
- Dettmar Cramer : 1974
- Hans Eder (2) : 1974
- Georg Kessler : 1974-1977
- Kuno Klötzer : 1977-octobre 1979
- Hans Eder (3) : octobre-décembre 1979
- Helmut Kronsbein : décembre 1979-1980
- Uwe Klimaschefski : 1980-décembre 1981
- Georg Gawliczek : décembre 1981-1983
- Martin Luppen : 1983-mai 1984
- Hans Eder (4) : mai 1984-1984
- Uwe Kliemann : 1984-décembre 1985
- Hans Eder (5) : décembre 1985-janvier 1986
- Rudi Gutendorf : janvier-avril 1986
- Jürgen Sundermann : avril 1986-octobre 1988
- Werner Fuchs : octobre 1988-novembre 1990
- Pál Csernai : novembre 1990-mars 1991
- Peter Neururer : mars-mai 1991
- Karsten Heine (1) : mai 1991-1991
- Bernd Stange : 1991-août 1992
- Günter Sebert : août 1992-octobre 1993
- Uwe Reinders : octobre 1993-mars 1994
- Karsten Heine (2) : mars 1994-décembre 1995
- Jürgen Röber : janvier 1996-février 2002
- Falko Götz (intérim) : février 2002-2002
- Huub Stevens : 2002-décembre 2003
- Andreas Thom (intérim) : décembre 2003
- Hans Meyer : décembre 2003-2004
- Falko Götz : 2004-avril 2007
- Karsten Heine (intérim) (3) : avril 2007-2007
- Lucien Favre : 2007-septembre 2009
- Karsten Heine (intérim) (4) : septembre-octobre 2009
- Friedhelm Funkel : octobre 2009-2010
- Markus Babbel : 2010-décembre 2011
- Rainer Widmayer (intérim) : décembre 2011
- Michael Skibbe : janvier-février 2012
- René Tretschok (intérim) : février 2012
- Otto Rehhagel : février 2012-2012
- Jos Luhukay : 2012-février 2015
- Pál Dárdai (1) : février 2015-juin 2019
- Ante Čović : juillet 2019-novembre 2019
- Jürgen Klinsmann : novembre 2019-février 2020
- Alexander Nouri (intérim) : février-avril 2020
- Bruno Labbadia : avril 2020 - janvier 2021
- Pál Dárdai (2) : janvier 2021 - novembre 2021
- Tayfun Korkut : novembre 2021 - mars 2022
- Felix Magath : mars 2022 - mai 2022
- Sandro Schwarz : juin 2022 - avril 2023
- Pál Dárdai (3) : avril 2023 - juin 2024
- Cristian Fiél : juin 2024 - février 2025
- Stefan Leitl (en) : depuis février 2025

### Anciens joueurs

#### Onze du siècle
Les fans du Hertha BSC votèrent en 2003 pour les 111 ans du club le Onze du siècle :
| Poste             | Nom du joueur       | au Hertha de / à    | Matchs de championnat (Buts) | Performances / Succès |
| ----------------- | ------------------- | ------------------- | ---------------------------- | --- |
| Gardien           | Gábor Király        | 1997–2004           | 198 (0)                      | Joueur de Hongrie de l'année de 1998 à 2001. Participa en 1999 à la Ligue des Champions. |
| Défenseur         | Arne Friedrich      | 2002–2010           | 231 (14)                     | Capitaine du club de 2004 à 2010. Joua 81 matchs pour l'équipe d'Allemagne. |
| Défenseur         | Ludwig Müller       | 1972–1975           | 97 (10)                      | Forma pendant trois ans la colonne vertébrale de l’équipe avec Erich Beer et Lorenz Horr. Vice-champion d'Allemagne en 1975. |
| Défenseur         | Uwe Kliemann (en)   | 1974–1980           | 168 (13)                     | Surnommé la tour grâce à sa taille (1,96 m). Fut en 1977 et 1979 vainqueur de la Coupe d’Allemagne. Joua 1 match avec l'équipe d'Allemagne. |
| Défenseur         | Eyjólfur Sverrisson | 1995–2003           | 197 (12)                     | Joua d'abord en attaque puis en défense. Membre du onze qui monta en Bundesliga en 1997. Joua la Ligue des Champions. |
| Milieu de terrain | Kjetil Rekdal       | 1997–2000           | 64 (4)                       | Participa à la Ligue des Champions en 1999. |
| Milieu de terrain | Hanne Sobek (en)    | 1924–1945           | 211 (169)                    | Leader de l'équipe, il participa aux 6 finales du championnat allemand de 1926 à 1932, et en remporta deux en 1930 et 1931. Joua 8 matchs et marqua 2 buts pour l'équipe d'Allemagne. |
| Milieu de terrain | Erich Beer          | 1971–1979           | 253 (83)                     | Meneur de jeu. Il détint longtemps le record de but du Hertha BSC avec 83 réussites, jusqu’à ce que Michael Preetz le batte. Beer resta fidèle au club, garda le contact et vient souvent voir les matchs du club. Joua 24 matchs (7 buts) pour l'équipe d'Allemagne.                                     |
| Milieu de terrain | Marcelinho          | 2001–2006           | 165 (65)                     | Considéré comme l’un des joueurs les plus importants du club, et l’un des plus doués techniquement. Meneur de jeu, il marqua le but du mois en juin 2001 et en avril 2005. Il dut quitté le club en raison de problèmes de comportement.                                                                  |
| Attaquant         | Axel Kruse (en)     | 1989–1991 1996–1998 | 64 (24)                      | Membre du onze de la montée en Bundesliga en 1990 et 1997. Il dut arrêter sa carrière prématurement |
| Attaquant         | Michael Preetz      | 1996–2003           | 227 (93)                     | Membre du onze de la montée en Bundesliga en 1997. Meilleur buteur de la saison 1998-1999 de Bundesliga et meilleur buteur du Hertha BSC en Bundesliga. Participa en 1999 à la Ligue des Champions. Joua 7 matchs (3 buts) pour l'équipe d'Allemagne. Depuis juin 2009, il est directeur sportif du club. |
|                   |                     |                     |                              | |
| Gardien           | Norbert Nigbur      | 1976–1979           | 101 (0)                      | Finaliste en 1977 et 1979 de la Coupe d’Allemagne. |
| Défenseur         | Hans Weiner         | 1972–1979 1984–1986 | 283 (15)                     | Organisateur de la défense. Vice-Champion d'Allemagne en 1975. Participa à la finale de la Coupe d’Allemagne en 1977 et 1979. |
| Défenseur         | Otto Rehhagel       | 1963–1966           | 78 (9)                       | Joua le premier match du Hertha en Bundesliga |
| Milieu de terrain | Lorenz Horr (en)    | 1969–1977           | 240 (75)                     | Pilier de l'équipe. Vice-champion d'Allemagne en 1975. Finaliste de la Coupe d’Allemagne en 1977. |
| Attaquant         | Karl-Heinz Granitza | 1976–1979           | 73 (34)                      | Attaquant très efficace, il participa à la finale de la Coupe d’Allemagne en 1977 et 1979. |

### Effectif professionnel actuel
En grisé, les sélections de joueurs internationaux chez les jeunes mais n'ayant jamais été appelés aux échelons supérieurs une fois l'âge-limite dépassé ou les joueurs ayant pris leur retraite internationale.

## Soutien et images

### Rivalités
Le principal rival du Hertha est son plus proche voisin, le 1. FC Union Berlin.
Il existe d'autres rivalités minoritaires avec le Schalke 04, le FC Energie Cottbus ainsi que le Hansa Rostock.
Une autre rivalité mineure, du fait des liens avec le Karlsruher SC, existe avec le VfB Stuttgart, dont le plus grand rival demeure toutefois l'Eintracht Francfort.

### Amitiés
La plus grande amitié reste celle avec le Karlsruher SC. L'origine de cette amitié commence le 14 août 1976, les fans du Hertha prennent le train pour aller à Karlsruhe. À la sortie du train, les supporters du KSC accueillent fièrement et sympathiquement les supporteurs du Hertha. Ils font la fête ensemble et discutent pendant plusieurs jours. Depuis ce jour, dans la victoire comme dans la défaite, malgré le peu de rencontres, les deux clubs restent de très grands amis.
Une amitié existe également avec le Racing Club de Strasbourg du fait de leurs liens avec le Karlsruher SC.
Lorsqu'il y eut deux Allemagnes, le Hertha Berlin lia une amitié avec le 1.FC Union Berlin mais cette amitié n'exista plus après la réunification allemande.
Une amitié minoritaire eut lieu entre le Bayern Munich et le club dans les années 1980 mais cette amitié n'existe plus et le Bayern est même devenu aujourd'hui un rival.